# ميهون
میهون (بالإنجليزية: Maihun)‏ في جزر الكارولين، يعتقدون أن الميهون هو ثنية الشراع التي تكمن فيها الأرواح الشريرة الذين يأكلون البحارة.